# Caio Lélio
Caio Lélio (em latim: Gaius Laelius) foi um político da gente Lélia da República Romana eleito cônsul em 190 a.C. com Lúcio Cornélio Cipião Asiático. É conhecido principalmente por ser o segundo-em-comando e amigo fiel do general Cipião Asiático durante toda a sua carreira. Caio Lélio Sapiente, cônsul em 140 a.C., era seu filho.

## Primeiros anos
Segundo alguns historiadores romanos, incluindo Políbio, Lélio era amigo de infância de Cipião, mas nada mais se sabe sobre a origem de sua família. Lívio sugeriu que ele não era de uma família rica ao afirmar que ele queria o comando da operação contra Antíoco III durante seu consulado (e que foi entregue a Cipião Asiático) para fazer fortuna para sua família. Ainda segundo o relato de Políbio, Cipião Africano e Lélio entraram juntos no exército, uma vez que Lélio estava presente quando Cipião salvou seu pai, o cônsul Públio Cornélio Cipião, na Batalha de Ticino, em 218 a.C.
Lélio certamente acompanhou Cipião em várias expedições entre 210 e 201 a.C., mas não recebeu nenhuma posição oficial do Senado até cerca de 202 a.C., que ele foi finalmente nomeado questor. Esta falta de reconhecimento pode ser resultado de seu baixo status social ou da falta de riqueza ou influência política de sua família. O Senado, durante a Segunda Guerra Púnica, claramente concedia posições oficiais (como tribuno, questor ou outras superiores) baseando-se no status da pessoa; um homem talentoso, mas obscuro, de uma família não-senatorial ou de um ramo menor de uma grande família praticamente não tinha chance de ser nomeado para comandar uma província ou ser nomeado ou eleito magistrado ou tribuno. Como o nome "Lélio" só começou a aparecer depois da Segunda Guerra Púnica, é possível que ele (e sua família, que não havia sido mencionada antes), fosse de nascimento ainda mais baixo.

## Campanha na Hispânia (210–206 a.C.)

Cerco de Nova Cartago, a principal conquista de Cipião Africano na Hispânia. Lélio comandou a frota romana nesta batalha.

Na campanha de Cipião pela Hispânia, entre 210 até cerca de 206 a.C., Lélio serviu como um fiel segundo-em-comando, o único que sabia dos planos de Cipião. Comandou a frota de trinta quinquerremes no ataque a Nova Cartago, em 209 a.C., e ficou responsável pelos reféns mais importantes logo depois conquista, quando recebeu a missão de voltar a Roma com eles para levar a notícia desta importante vitória ao Senado. Sabemos que, depois de uma viagem de trinta e sete dias, partindo de Tarraco, na Hispânia, Lélio chegou a Roma. Quando ele entrou na cidade junto com o grande grupo de prisioneiros, logo atraiu a atenção da população, que saiu às ruas para vê-lo passar. No dia seguinte, foi recebido pelo Senado e contou que Nova Cartago, a principal cidade cartaginesa da Hispânia, havia sido tomada num único dia. Contou ainda que, ao saberem da notícia, outras cidades da região se revoltaram para se unir a Roma enquanto outras se aliaram espontaneamente.
Os prisioneiros relataram notícias similares às que já haviam sido reportadas numa carta de Marco Valério Messala, segundo as quais Asdrúbal estaria se preparando para invadir, com um segundo grande exército, a Itália, o que causou grande preocupação aos senadores, já ocupados demais tentando resistir a Aníbal e seu exército. Lélio repetiu o relato para a população e, no final, o Senado decretou um dia de festividades públicas para agradecer o êxito da guerra na Hispânia. Logo depois, Lélio recebeu ordens de voltar ao seu comandante assim que possível. Ao chegar, foi encontrar com Cipião no acampamento de inverno em Tarraco (início de 208 a.C.).
Segundo Políbio, Lélio comandou a ala esquerda do exército, atacando a ala direita do exército de Asdrúbal na Batalha de Bécula neste mesmo ano, na qual Cipião se saiu vencedor. Logo depois da decisiva Batalha de Ilipa, em 206 a.C.), Lélio foi enviado para tentar convencer o rei dos númidas masésilos Sífax a renovar sua aliança rom Roma, mas não conseguiu, pois ele queria que Cipião em pessoa até sua corte. Lélio retornou para a Hispânia e os dois seguiram novamente até Sífax, que, satisfeito, aceitou renovar a aliança. Logo depois desta vitória diplomática, Gades se revoltou contra o jugo cartaginês. Ao saber disto, Cipião enviou Lélio por mar e Lúcio Márcio Sétimo por terra para capturar a cidade. No caminho, os desertores da cidade, ainda leais a Cartago, foram apreendido e a frota que os levaria para a África, comandada por Aderbal, foi derrotada por Lélio na Batalha de Carteia. Quando rumores se espalharam sobre uma enfermidade de Cipião, houve um motim entre as tropas e diversas tribos locais se insurgiram quando Cipião de fato ficou doente no final de 206 a.C., mas não se sabe exatamente o papel de Lélio neste período.

## Lélio na África (204–202 a.C.)

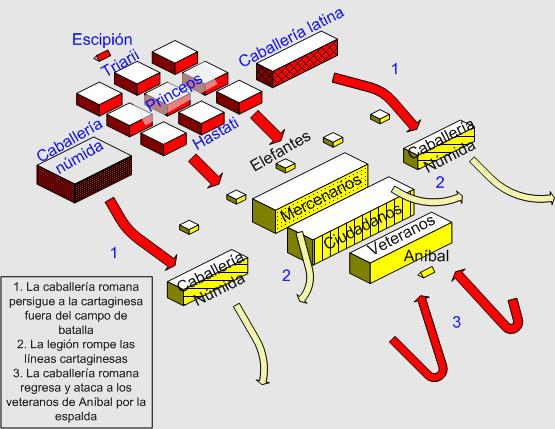
Diagrama da Batalha de Zama (202 a.C.). Lélio comandou a cavalaria romana, na ala esquerda, enquanto Massinissa estava à frente da sua cavalaria númida, na direita.

Quando Cipião foi eleito cônsul, em 205 a.C., Lélio seguiu com ele para sua província consular, a Sicília, a partir de onde conduziu um raide no norte da África enquanto Cipião preparava um poderoso exército para uma invasão em grande escala ao território cartaginês. Provavelmente, o objetivo deste raide era justamente espionar as condições na costa africana. Depois de conquistar a aliança dos dois príncipes da Numídia, Sífax e Massinissa, o primeiro traiu Cipião e se aliou aos cartagineses depois de receber uma proposta de casamento com Sofonisba, uma bela donzela cartaginesa que era filha de Asdrúbal Giscão. Logo depois, Sífax expulsou Massinissa, que era até então o noivo de sua esposa e que permanecia fiel a Cipião. Como fugitivo, Massinissa foi até Lélio durante o seu raide — que, acredita-se, estava perto de Hipo Régio — para informá-lo da situação. Este, por sua vez, informou a Cipião que a invasão era urgente.
No ano seguinte, Cipião finalmente conseguiu lançar sua campanha africana. Depois de diversas escaramuças e um período desconfortável de trégua, os romanos incendiaram o acampamento inimigo na Batalha de Útica, uma grande vitória, mas os romanos ainda assim não conseguiram romper o pacto entre Sífax e os cartagineses.
Em 203 a.C., Lélio derrotou Sífax na Batalha das Grandes Planícies e capturou sua capital, Cirta, tomando-o como prisioneiro, e, em seguida, acompanhou Sífax, seu filho Vermina e outros proeminentes nobres númidas até Roma. Segundo Dião Cássio, os romanos deram a Sífax uma propriedade em Alba e, "quando morreu, homenagearam-no com um funeral público; e confirmaram Vermina como herdeiro do reino de seu pai além de colocar sob seu encargo os prisioneiros númidas."
Na Batalha de Zama (202 a.C.), Lélio se destacou no comando da cavalaria, postando-se na ala esquerda enquanto Massinissa comandava a sua cavalaria númida na direita. Sem a cavalaria para intervir num momento crucial atacando a retaguarda de Aníbal, Cipião poderia ter sido derrotado. Depois desta decisiva vitória, Lélio foi finalmente nomeado questor, seu primeiro cargo público oficial.

## Carreira política e consulado (190 a.C.)
Em 197 a.C., Caio Lélio foi eleito edil plebeu e, no ano seguinte, pretor da Sicília, aparentemente com Cipião nas duas vezes. A influência dele, porém, não foi suficiente para garantir sua eleição para o consulado em 192 a.C. Finalmente, em 190 a.C., Lélio foi eleito com o irmão de Cipião, Cipião Asiático, mas não conseguiu o comando que queria, a condução da Guerra romano-síria contra Antíoco III, o Grande. Uma versão conta que o próprio Lélio ofereceu ao Senado a escolha ao invés de realizar o tradicional sorteio para alocação das províncias consulares. Quando Cipião Africano se ofereceu para acompanhar o irmão como legado, a escolha imediatamente recaiu sobre ele.
Ele recebeu a Gália Cisalpina como província e trabalhou para reorganizar o território recém-conquistado dos boios. Placência e Cremona foram repopuladas por colonos romanos.

## Anos finais
Lélio serviu depois em diversas embaixadas romanas. Em 174-3 a.C., foi até o rei Perseu da Macedônia e, em 170 a.C., até a Gália Transalpina.
Não se sabe o nome de sua esposa, mas por volta de 188 a.C., teve um filho que tornar-se-ia cônsul em 140 a.C., Caio Lélio Sapiente. A relação dele com Cipião Emiliano iria, de muitas maneiras, espelhar a sua própria relação com Cipião Africano. Ele lutou na Terceira Guerra Púnica como legado de Emiliano e foi seu aliado político e cliente, fazendo parte do chamado Círculo Cipiônico.
Em 160 a.C., o já idoso Lélio (provavelmente com cerca de 75 anos de idade) encontrou-se pessoalmente com Políbio em Roma e passou-lhe muitas informações sobre Cipião Africano<. Ele próprio era cliente do cunhado de Cipião Africano, Lúcio Emílio Paulo Macedônico (que morreu repentinamente no mesmo ano) e tornou-se um amigo de ambos os filhos dele, especificamente Cipião Emiliano (um neto adotivo de Cipião).
Sua morte não foi registrada nem por Lívio e nem por Políbio.